# Josep Pujadas i Truch
Josep Pujadas i Truch (el Masnou, Maresme, 29 de maig de 1876 — el Masnou, Maresme, 3 de maig de 1938) fou un poeta i dramaturg català.
De família modesta, restà aviat orfe de mare. Fou premiat en alguns Jocs Florals. Fou cronista del setmanari local La Costa de Llevant i corresponsal d'altres publicacions de Barcelona.
Va estar molt vinculat a la vida cultural masnovina i va participar activament en les associacions culturals de la vila. Va impulsar la celebració, als anys vint, dels Jocs Florals del Masnou. Va presidir l'Acció Catòlica del Masnou, entre d'altres. El 1933, l'Ajuntament del Masnou li dedicà un homenatge, amb una implicació directa del Centre Coral, del qual era soci honorari, i amb l'assistència de càrrecs de la Generalitat. L'Ajuntament se sumà a la celebració, amb una edició de les seves poesies, aplegades amb el títol Flors del camí, i amb pròleg de Lluís Millet. A més a més, es concedí el seu nom a un dels nous carrers de la urbanització Bell Indret, actual "carrer de Josep Pujadas Truch".
La seva obra poètica és de caràcter sentimental, patriòtic i festiu. Entre les seves obres destaca el llibre pedagògic titulat Ramell de felicitacions i poesies escolars.
El fons documental de Josep Pujadas Truch es troba a l'Arxiu Municipal del Masnou.